# Syndesus punctatus
Syndesus punctatus es una especie de coleóptero de la familia Lucanidae.

## Distribución geográfica
Habita en Vanuatu.